# 聯省自治
聯省自治是中华民国初年北洋政府執政時期政治家与地方实力軍人提出的政治制度改革方案。 這一系列活動於1920年至1924年之間开展，當時共有十個省域參與其中，並進一步發展出省憲運動（1920-1926）。有關各省包括：直接卷入南北之爭的粵、桂、閩三省，介於南北之爭中間地帶的鄂、湘、川、陝四省，地處西南、受北方影響較小的云、貴兩省，以及直、皖戰後仍受皖系控制同時又跟南方有密切關系的浙江省。以上地方都有規模不等的「自治」「聯治」行動。

## 概述
1920年代联省自治运动发生之时，中央对地方的控制力下降，没有一个政治集团能利用有效的行政机构集中政治与经济资源重建中央权威，这导致政治权威的破碎化现象十分严重。在南北政府都不能统一中国，中央主导力量缺失的情况下，省籍意识和新的国家认同开始成为整合社会资源的工具，政治重心转移至省一级，省的地位上升。
時任北京大學的一群教授丁燮林、王世杰、李四光、李煜瀛、李麟玉、譚熙鴻共同發表〈分治與統一商榷書〉，指出「法律解決」與「武力統一」均不能實現之時，嚴格意義上的「統一」與「分治」都沒有希望，他們提出類似美國的聯邦制度，以中國各省為單位成立「聯治區域」以推行「分治的統一」，這一政體表現於對中央職權的監控，將之「縮減至極小限度」；另一方面，對於「聯治區域之職權，應擴充至最大限度」。同樣極力主張中國應推行聯邦制以改革當前黑暗動亂困局的，還有後來擔任湖南自治政府要職的聯邦主義者李劍農。他當時提出中國的出路在於「以制定聯邦憲法為起點，以廢去督軍為止境」。要達至這一目標，其實際做法或步驟不離於以下數點：「欲廢督必先裁兵，欲裁兵必先統一，欲統一必先確定聯邦制。」承上，聯省自治運動是一場在「辛亥革命尋求政體變革未能完全成功後，而產生的另一個尋求政制變革的行動」，反過來可說是「藉政制的改變促成政體變革的成功」。簡言之，這一政體是要抵制中央集權對地方的剝削壓迫。除了讓中央集權與地方勢力的相互攘權停止外，同時也讓中央內部或地方內部各自爭權、攻伐所釀成的民不聊生政象一併停止。聯省自治的理想得以實現，在於每個省分的領導是由自身省籍人士出任，並自下而上地自立省憲，然後推動省分自治，進而在攻守同盟精神下再聯合各自治省以成聯邦制之統一國家。照時人設想，「聯省自治」大致可分兩步進行：首先由各省自訂憲法 ( 或稱省自治法） ， 依據省憲組織省政府負責省治；然後是各省選派代表組織聯省會議，制定聯省憲法，如此「完成國家統一」。最終目的相信是突破既有的單一制，而將中國改造成聯邦制國家。
联省自治运动的策动者是熊希龄，湖南督軍谭延闿第一个响应这个学说，谭和熊希龄有深厚的关系。1920年7月22日，譚延闓发表“还政于民”、“湘人自治”的通电，表示要“順應民情”，實行民治，“採民選省長制，以維湘局”。并获得浙江军阀卢永祥、广东军阀陳炯明等人响应。10月，章太炎应邀访问长沙，亲自策动鼓励谭延闿实行联省自治。11月2日谭延闿发表通电，提出联省自治，比一省自治提高了一步。11月9日，章太炎在北京《益世报》上发表《联省自治虚置政府议》，表示支持。1922年1月《湖南省憲法》公布，先後得到四川、雲南、貴州、兩廣、浙江和奉天等省地方軍閥響應。1922年9月，胡適也主張“建立在省自治上面的聯邦的統一國家”。張東蘇、丁世澤、潘力山等發表文章支持聯邦制。
孫中山則主張均權制度、以縣為單位實施地方自治，故反對聯省自治，更認為聯邦制乃倒果為因之舉。1922年夏天，孫中山在广东韶關建立北伐大本營，組成聯軍欲進攻江西，开始统一中国的行动。廣東的陳炯明本人標榜“暫緩軍事”，“先立省宪”，於是兩人發生激烈衝突。最後孙中山回到广州，陳於1922年6月16日砲轟廣州觀音山總統府，史稱六一六事變。孫中山在蔣中正、陳策等護衛下乘永豐艦離開廣州，退居上海。
1922年6月，直系军阀战胜奉系之后，宣布恢复民元国会与约法，恢复黎元洪大总统职位。而恢复约法即恢复单一制，联省自治运动从此开始沉寂。
歷史學家相信，章太炎等人於1920年提出的「聯省自治」概念，某程度上是受到「明末三大儒」（黄宗羲、顧炎武、王夫之）的影響，他們都反對君主「獨治」，主張地方自治。
21世紀出現的中國聯邦出現亦被認為源自於聯省自治的思想。

## 思想沿革
- 顾炎武
- 黄宗羲
- 章太炎，1899年写《藩镇论》《分镇论》，提出加强地方权力。
- 梁启超，1901年写《卢梭学案》，以瑞士为例，提倡地方自治。
- 宋教仁
- 康有为，写《与诸同学诸子梁启超等论印度亡国由于各省自立书》，以印度分省独立为例，反对地方自治。
- 唐德昌，《联省自治与现在之中国》，《太平洋杂志》第3卷第7号，1922年9月。

## 相关讨论
- 李其荃
- 张东荪
- 丁佛言
- 章士钊
- 潘力山
- 熊希龄，第一个正式提出“联省自治”说[10]。
- 陈独秀，曾参与过陈炯明的广东省自治政府，主管教育，但是后来反对联省自治。他主张组织一个强大的政党，以武力来统一中国。
- 李剑农

## 省宪运动（1920-1926）

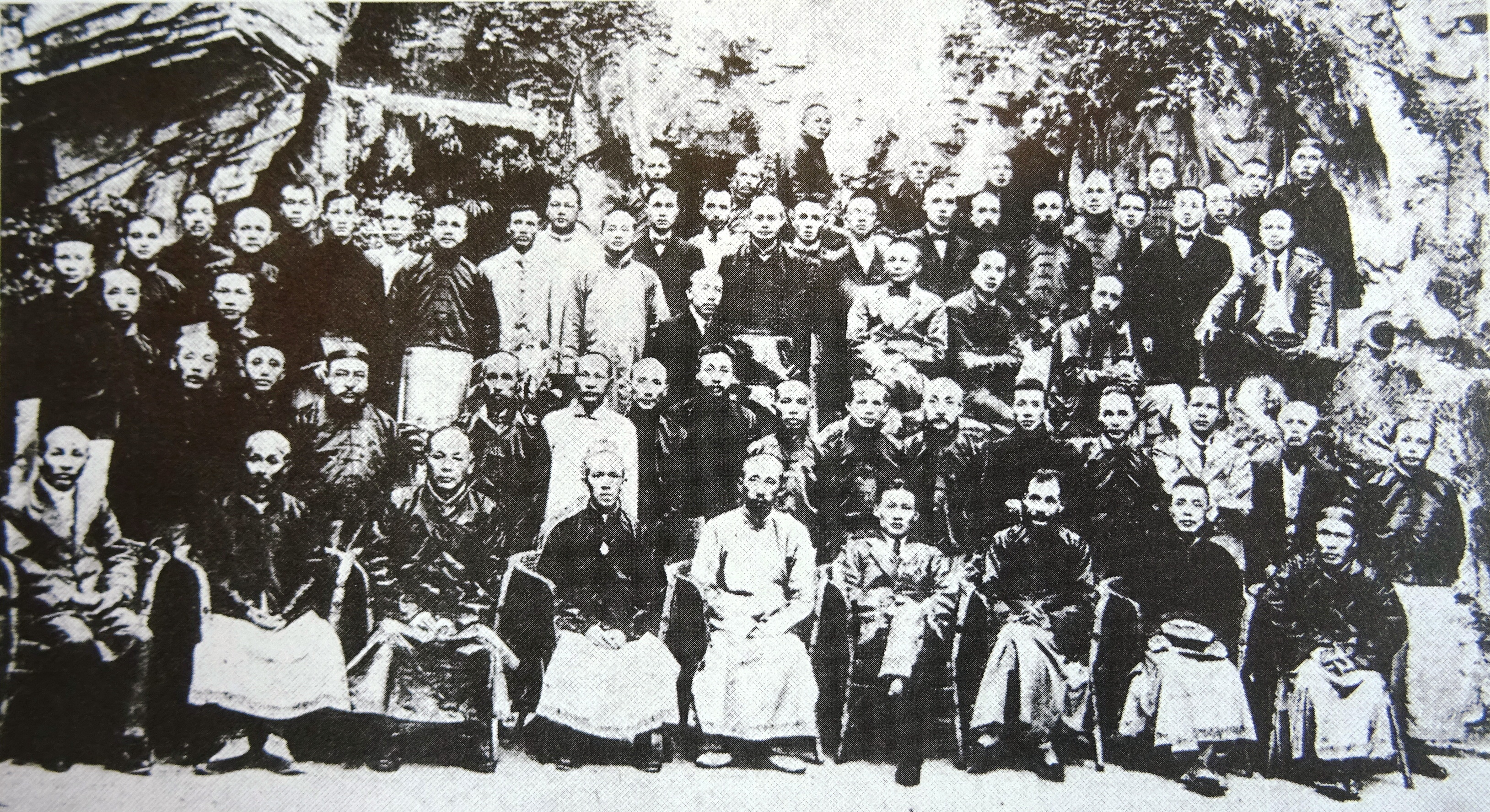
1921年8月陳炯明於廣東推行民選縣長，產生近百人。圖為部分當選縣長合影。

中華民國初年，受聯省自治思潮影響，政治家与地方实力军人提出聯邦制的中國政治制度改革方案，主張各省自治立憲。
1920年，在北京出现两个联合组织，各省区自治联合会和自治运动同志会。天津成立五省一区自治运动的联合办事处。上海成立旅沪各省区自治联合会。1921年湖南省首先推出《湖南省宪法草案》，之后浙江、云南、四川、广东都制定出了省宪，湖北、广西、福建、陕西、山西、贵州、江西、江苏等省也都积极酝酿制宪自治。章炳麟把这场联邦主义运动称为“联省自治”。

### 廣東
广东陈炯明以“粤人治粤”，“民选县长”为口号，成为广东省宪运动的前奏。1921年12月19日，省议会通过《广东省宪法草案》。當時主政廣東的陳炯明亦贊同此種政治制度，並推動當時的廣東議會起草了《廣東省憲法草案》，規定了廣東的軍事與財政獨立自治制度以及與中華民國邦聯之間的關係。同時，在聯省自治思潮影響下，陳炯明治下的廣東開展了中國歷史上首次的縣長選舉。1921年9月，全粵民选县议员完成；11月，民选县长亦告完成。在当时的《新青年》杂志上，有一位读者來信為廣東的選舉大受鼓舞，並主張廣東不應該再尋求“統一中國”的行動，而是“成为世界上一个模范的新国”。

### 浙江
浙江——1921年4月，浙江省议会通过《浙江省宪法会议组织法》。6月4日，浙江督军卢永祥发出“豪电”，提出“分权于地方”，“先以省宪定自治之基础，继以国宪保统一之旧规”，附和“联治”主张。9月9日，省宪法会议正式公布了《中华民国浙江省宪法》和《中华民国浙江省宪法施行法》，这是民国时期第一部省宪法，之后又通过了15个附属法。

### 福建
福建——1922年12月14日福建省议会通电宣布起草省宪，正式拉开福建省宪运动的序幕。1925年1月13日省议会公布《福建省宪法》和《福建省宪法施行法》。1月30日，段祺瑞政府电复：“国宪尚未解决，省宪应暂缓福建省宪碍难认为有效。”福建军务督办周萌人、福建省长萨镇冰遂联衔宣告：“福建省宪法不合法，应加以否认，”至此，福建省宪运动宣告失败，省议会在1926年解散。

### 雲南
云南唐继尧相应联省自治，主持制定了《云南省政府暂行组织大纲》、顾品珍

### 四川
四川刘存厚、熊克武、刘湘三派鼎立，1920年11月，刘湘等人提出解决川局善后办法七条，包括“本川人治川之精神，实行地方自治”，1921年2月21日刘湘通电声明四川完全自治，最先响应湖南“联治”主张。

### 湖南
谭延闿离开湖南后，赵恒惕任湘军总司令，继续推行“联治”政策。1920年12月下旬，赵发表通电“赶制省自治法”，得到四川、广西、云南、浙江、陕西等省军阀复电相应。1921年，通过《湖南省宪法》，1922年1月实施，省长赵恒惕，省务院院长为李剑农，湖南是第一个具有自治形式的省份。1922年9月，赵恒惕当选为湖南首位民选省长。
由中國湖南境內左派人士所推動，以毛澤東、彭璜、張文亮為首。1920年毛澤東發表「由省建國」的分離主義理念，主張建立湖南共和國，中國各省自行獨立建國，他説到：「最好辦法，是索性不謀總建設、索性分裂，去謀各省的分建設，實行『各省人民自決主義』。二十二行省三特區兩藩地（應指西藏及蒙古），合共二十七個地方，最好分為二十七國。」，成為近代分離主義思想的急先锋。由省建國的主張與聯省自治的理想完全不同，聯省自治主要希望各省自行改革後共組一個新的中國；由省建國則採分離主義，主張建立湖南共和國，徹底否定中華民國存在的必要。此類左派人士受到俄國布爾什維克革命成功的影響，認為「大國分裂為達到世界大同的一個必然過程」而「湖南共和國的建立是實現……世界大同的一種手段」，故主張湖南與其餘各省應由「中華民國」的版圖中全部分離獨立出來。為達成獨立建國的目的，他們倡言民族自決的原則以創造湖南人獨立的民族性，而形成適合自行建國的理論（省民自決主義）。毛澤東1920年10月於大公報發表：我們主張「湖南國」的人，並不是一定要從字面上將湖南省的「省」字改成「國」字，只是要得到一種「全自治」，而不以僅僅得到「半自治」為滿足。

### 江蘇
江苏——1921年，以苏社为核心的江苏士绅欲在江苏省第三届省议会上指定江苏省宪法，然而江苏士绅内部分裂，南张派指控张孝若贿选议长，又引舆论压力及学潮，江苏省宪自治运动受到严重影响。另外上海成立了旅沪各省区自治联合会。

### 貴州
贵州盧燾1921年1月28日通電自主。

### 江西
江西陈光远通电相应，并授意江西省议会召开省宪会议。

### 陝西
陕西陈树藩1921年6月20日相应卢永祥建议，以“联治”旗帜对抗北洋政府。

### 直隸諸省
直隶等十一省代表组成的自治运动同志会、天津成立了陕西等五省一区自治运动联合办事处

## 評論

### 正面
1912年1月1日，孙中山在其《临时大总统宣言书》中，阐述了对联省自治这一问题的态度：“国家幅员辽阔，各省自有其风气所宜。前此清廷强以中央集权之法行之，遂其伪立宪之术；今者各省联合，互谋自治，此后行政，期于中央政府与各省之关系调剂得宜。大纲既挈，条目自举。——是曰内治之统一。”
1919年，梁启超在其所写的《解放与改造发刊词》中，首次提出“联省自治”的政治主张，他写道：“一、同人确信旧式的代议政治，不宜于中国，故主张国民总须在法律上取得最后之自决权。二、同人确信国家之组织，全以地方为基础，故主张中央权限，当减到对外维持统一之必要点为止。三、同人确信地方自治，当由自动，故主张各省乃至各县各市，皆宜自动地制定根本法而自守之，国家须加以承认。”

### 負面
早在北伐以先，孫中山已對「聯省自治運動」強烈批評。孫中山於《民權主義第四講》指出，「提倡分裂中國的人一定是野心家，想把各省的地方自己去割據。像唐繼堯割據雲南、趙恆惕割據湖南、陸榮廷割據廣西、陳炯明割據廣東，這種割據式的聯省，是軍閥的聯省，不是人民自治的聯省；這種聯省不是有利於中國的，是有利於個人的，我們應該要分別清楚。」